# Kużenier
Kużenier (ros. Куженер, mar. Кужэҥер) – osiedle typu miejskiego w środkowej Rosji, na terenie wchodzącej w skład tego państwa Republiki Mari El, we wschodniej Europie. 
Miejscowość liczy 5854 mieszkańców (1 stycznia 2005 r.).